# Dactylia ceratosa
Dactylia ceratosa är en svampdjursart som först beskrevs av Arthur Dendy 1887.  Dactylia ceratosa ingår i släktet Dactylia och familjen Callyspongiidae.
Artens utbredningsområde är Bahamas. Inga underarter finns listade i Catalogue of Life.